# Csodálatos dolog
A Csodálatos dolog (eredeti cím: Beautiful Thing) egy brit filmdráma Hettie MacDonald rendezésében. A filmet 1996. március 28-án a londoni leszbikus és meleg filmfesztiválon mutatták be. Egyes információk szerint 1995-ben, míg más források szerint 1996-ban készült. Érdekességnek tekinthető, hogy a film egy '93-as színházi történet átirata, a forgatókönyvet maga a darab szerzője Jonathan Harvey írta. A film a '90-es évek egyik legnagyobb sikereket elért meleg témájú mozifilmje. Ez a film azóta már bejárta az egész világot és mindenhol nagy lelkesedéssel fogadta a nézőközönség.

## Cselekmény
|  | Alább a cselekmény részletei következnek! |

London délkeleti részében járunk, Thamesmeadben. A thamesmeadi lakótelep egyik szintjén lakó néhány család életét követhetjük nyomon, akik közel sem hétköznapi módon élnek.
Jamie (Glen Berry) is itt lakik. Egy teljesen átlagos nap új tornatanár érkezik a helyi középiskolába. Jamie ellóg az óráról, amit az anyja, Sandra (Linda Henry) nem néz jó szemmel. Kettőjük kapcsolata mostanában eléggé problémás: Sandra gyávának tartja Jamie-t, míg a fiú rosszul viseli az anyja párkapcsolatait, akik közül a legújabb a neohippi Tony (Ben Daniels).
Jamie osztálytársa, Steven (Scott Neal) a szomszédban lakik az alkoholista apjával és bátyjával, a drogdíler Trevorral. Trevor rendszeresen megveri Ste-t hol ezért, hol azért.
Ste hazaérkezik arról a fociedzésről, amiről Jamie ellógott. A bátyja új sportcipőjét használta, amely az edzés következtében bepiszkolódott. A piszkot nem tudja időben leszedni, ezért a bátyja megtalálja, és ismételten csak megveri. Ste ezt követően elmenekül otthonról, és a Temze partján ücsörög. Ekkor sétál hazafelé Sandra, aki egy felkapott kis pubban dolgozik, mint pultos. Észreveszi a fiút. Tudja, hogy a bátyja állandóan terrorizálja őt, ezért úgy dönt, hazaviszi magukhoz az éjszakára. Elegendő fekvőhely híján a fiúk egy ágyban alszanak, egymással ellenkező irányban.
Másnap délután Sandra, Jamie és Tony az erkélyen beszélgetnek. A szomszéd lány, Leah kedvenc énekesnője, Mama Cass és az ő halála a téma, majd Sandra egyszer csak áttereli a szót Ste családi életére. Ezen összevesznek Jamie-vel, ami némi verekedésbe torkollik. Azonban ez a veszekedés teljesen megváltoztatja kettőjük egymáshoz való hozzáállását, és ezután egy igazi anya-fia kapcsolat alakul ki.
Az ezt követő napon Ste ismét Jamie-nél alszik. Jamie bekeni Ste hátát egy nyugtató krémmel, majd ezt követően már egy irányba fekszenek egymás mellé. Jamie hirtelen ad egy puszit Ste-nek, aki elsőre nem tudja mire vélni az esetet. Itt történik meg az első együttlétük. Nem sokkal később Leah egyik partijára mennek el. Egyszer csak minden előjel nélkül elborul Leah agya és elfecsegi a srácoknak, hogy Trevor tudja, mit csináltak a fiúk múlt éjszaka. A fiúk távoznak a partiról, összevesznek, és Ste dühösen otthagyja Jamie-t.
Ste egyszer csak beállít Jamie-hez egy ajándékkal: egy sapkával. Jamie lopott egy újságárusnál egy meleg magazint, amiben megtalálja egy meleg szórakozóhely hirdetését. Ezt megmutatja Ste-nek, aki kisebb hezitálás után belemegy, hogy elmenjenek erre a helyre. A baj csupán annyi, hogy Sandra észreveszi, majd követi őket. Miután a srácok hazatérnek, Sandra már otthon van és kérdőre vonja Jamie-t. Hosszas faggatózás után Jamie nehezen, de elárulja, hogy meleg és szerelmes Ste-be. Sandra szeretetéről és támogatásáról biztosítja a fiát. Ezt még akkor este Ste is megtudja, aki retteg az apjától. Fél ugyanis, ha megtudja, meg fogja őt ölni. Sandra szakít a barátjával, Tonyval.
A film utolsó jelenetében a panelház előtti téren a srácok egymásba ölelkezve nekiállnak táncolni, majd kis idővel később Leah és Sandra is csatlakozik hozzájuk.

## Szereplők
| Szerep         | Színész             | Magyar hang        |
| -------------- | ------------------- | ------------------ |
| Jamie Gangel   | Glen Berry          | Molnár Levente     |
| Ste Pearce     | Scott Neal          | Markovics Tamás    |
| Sandra Gangel  | Linda Henry         | Andresz Kati       |
| Tony           | Ben Daniels         | Zámbori Soma       |
| Leah Russell   | Tameka Empson       | Lamboni Anna       |
| Rose Russell   | Jeillo Edwards      | Némedi Mari        |
| Marlene        | Anna Karen          | Bókai Mária        |
| Louise         | Sophie Stanton      | Szórádi Erika      |
| Gina           | Julie Smith         | nem szólal meg     |
| Kevin          | Terry Duggan        | Garai Róbert       |
| Ronnie Pearce  | Garry Cooper        | Balázsi Gyula      |
| Trevor Pearce  | Daniel Bowers       | Seder Gábor        |
| Miss Chauhan   | Meera Syal          |                    |
| Mr. Bennett    | Martin Walsh        | Varga Rókus        |
| Ryan McBride   | Steven Martin       | Berkes Bence       |
| Jayson         | Andrew Fraser       | Czető Roland       |
| Lenny          | John Savage         | Jelinek Márk       |
| Penge          | Ozdemir Mamodeally  |                    |
| Rodney Barr    | John Benfield       | Orosz István       |
| Interjúztató   | Davyd Harries       | Varga Rókus        |
| Interjúztató   | Beth Goddard        |                    |
| Betty          | Marlene Sidaway     | Kassai Ilona       |
| Claire         | Liane Ware          | Molnár Ilona       |
| Kelly          | Catherine Sanderson | Bogdányi Titanilla |
| Transzvesztita | Dave Lynn           | Forgács Gábor      |
| Háttérhang     |                     | Breyer Zoltán      |

## Zenei betétek
A film telis-tele van zenei betétekkel. Közülük a legeslegtöbbet Mama Cass énekli. Azonban van benne egy dal, az 1965-ös The sound of music c. musical egyik nagyon híres betétdala, a 16 going on 17. A Mama Cass által énekelt betétdalok listája, a filmbéli elhangzásuk sorrendjében:
- It's Getting Better
- One Way Ticket
- California Earthquake
- Welcome to The World
- Make Your Own Kind of Music
- Creeque Alley
- Dream a Little Dream of Me

## Társadalmi hatás
A film két meleg srác kalandos életét meséli el. Az elején még egyikük sincs tisztában érzéseivel, de végül rátalálnak a szerelemre; egymás személyében. A filmet a nagyközönség nagyszerűen fogadta, annak ellenére, hogy meleg témájú. De a melegségen kívül mást is ábrázol a film: a családon belüli erőszakot. A készítők erre is nagy hangsúlyt fektettek. Mindezek ellenére az alkotás hamar bejárta a világot és (szinte) mindenhol töretlen sikert aratott és arat, még a mai napig is. Ezt még azt is mutatja, hogy Európa legtöbb országában és az Amerikai Egyesült Államokban különböző színházak tűzték illetve tűzik műsorukra.

## Helyszínek a valóságban
Eme film azon kevesek közé tartozik, melynek helyszínei valós helyeken játszódnak, mindenféle átalakítástól mentesen.
A film London legkeletibb részén játszódik, közvetlenül a Temze alatt. Thamesmead a városrész neve. Itt a két legforgalmasabb út (a Harrow Manor Way és az Ernston Way) kereszteződésénél található az a panel, ahol a srácok laknak. A háztól északra haladva található egy kisebb csónakázó tó, míg tőle keletre a film elején lévő fociedzés helye található. Innen keletre van a Greenwich Park mellett a Gloucester, ahová a srácok mennek. Végül Thamesmead-től délre van egy kisebb park, ahol a srácok vadul csókolóznak, mielőtt Jamie elárulja Sandra-nak, hogy meleg.

### Megközelítés
A valóságban is láthatóak ezek a helyszínek, megközelítésük viszont nem nagyon mondható egyszerűnek. A helyszínek nagy része olyan közel van (egymáshoz), hogy érdemes azok között inkább gyalogolni, mintsem mondjuk buszozni.
A filmben szerepel egy bizonyos 180-as busz. Ez a valóságban is létezik, és tényleg összeköti a Gloucester-t a srácok házával.
A film helyszínei (szinte kivétel nélkül) az ún. 4-es díjviteli-zónában találhatóak. Megközelíthetjük őket vonattal (London Bridge, Waterloo vagy Charicg Cross állomásoktól Abbey Wood állomásig), busszal (többek között a már fentebb említett 180-assal, valamint még jó néhány nappali és az N1-es éjszakai járattal) illetve gyalog. Ha London belvárosából szeretnénk meglátogatni a helyeket, akkor érdemes a DLR-rel elutazni Cutty Shark állomásig, majd onnan a 180-as busszal vagy gyalog tovább menni. Egyébként ennél az állomásnál található a Gloucester bar és a Greenwich Park is a 0-ik hosszúsági kővel.